# Команов (Гомельская область)
Команов (бел. Камано́ў) — деревня в Угловском сельсовете Брагинского района Гомельской области Беларуси.
Рядом есть месторождения торфа.

## География

### Расположение
В 13 км на север от Брагина, 33 км от железнодорожной станции Хойники (на ветке Василевичи — Хойники от линии Калинковичи — Гомель), 120 км от Гомеля.

### Водная система
На востоке мелиоративные каналы и река Брагинка.

## Транспортная система
Транспортные связи по просёлочной, затем автомобильной дороге, которая связывает Брагин с дорогой Лоев — Речица. Планировка состоит из изогнутой улицы меридиональной ориентации. Застроена деревянными домами усадебного типа.

## История
Выявленное археологами городище раннего железного века (конец I-го тысячелетия до н. э. — начало I-го тысячелетия н. э., 2 км на юго-восток от деревни, на левом берегу реки Брагинка) свидетельствует про заселение этих мест с древних времён. По письменным источникам известна с начала XIX века. В 1811 году упомянута как деревня в Речицком уезде Минской губернии, владение Ракицких. Согласно переписи 1897 года находились: школа грамоты, хлебозапасный магазин, 2 ветряные мельницы, в Брагинской волости.
С 8 декабря 1926 года по 30 декабря 1927 года центр Каманоўскага, из 10.7.1939 г. к 16 июля 1954 года Лубенскага сельсовета Брагинского района Речицкого, с 9 июня 1927 года Гомельского округов, с 20 февраля 1938 года Полесской, с 8 января 1954 года Гомельской областей.
В 1931 году организован колхоз. Во время Великой Отечественной войны в апреле 1943 года фашисты полностью сожгли деревню и убили 16 жителей. В 1974 году в деревню переселены жители посёлка Рогозин (не существует). В составе колхоза имени В.П. Чкалова (центр — деревня Рудня Журавлёва).

## Население

### Численность
- 2004 год — 26 хозяйств, 58 жителей

### Динамика
- 1850 год — 15 дворов
- 1897 год — 43 двора, 295 жителей (согласно переписи)
- 1908 год — 48 дворов, 359 жителей
- 1930 год — 79 дворов, 442 жителя
- 1940 год — 95 дворов
- 1959 год — 331 житель (согласно переписи)
- 2004 год — 26 хозяйств, 58 жителей

## Достопримечательности
- Городище периода раннего железного века (1 –е тыс. до н.э.), расположено 2 км к юго-востоку от деревни, урочище Городок.